# Bolsão Sul-Matogrossense
Bolsão Sul-Mato-grossense é uma região do nordeste do estado brasileiro de Mato Grosso do Sul, cujas características são muito próprias por sua ligação e proximidade com os estados de São Paulo, Minas Gerais e Goiás. Está inserida totalmente na região hidrográfica do Paraná; as sub-bacias UPG I.7 Quitéria, UPG I.8 Santana e UPG I.9 Aporé estão totalmente no Bolsão, além de 90% da bacia UPG I.6 Sucuriú e médio e baixo curso da UPG I.5 Verde. Como toda região hidrográfica do Paraná, as coberturas arenosas mesozoicas indicam alta vulnerabilidade à erosão e o Bolsão contempla seis unidades de planejamento e gerenciamento de onde afloram rochas e solos residuais do Grupo Caiuá e Grupo Bauru, dois importantes sistemas aquíferos regionais.
O Bolsão é constituído por dez municípios (Água Clara, Aparecida do Taboado, Brasilândia, Cassilândia, Chapadão do Sul, Inocência, Paranaíba, Santa Rita do Pardo, Selvíria e Três Lagoas) e seu clima apresenta temperaturas médias entre 22°C e 23°C. e precipitação anual de 1 200 a 1 400 milímetros. Tem uma área de 57 874 quilômetros quadrados. Segundo censo de 2018, a somatória da população de seus município compreende 282 430 residentes. Em estimativas de 2008 do IBGE, o PIB do Bolsão nesse ano era de 4 686 125,386 reais.